# Краусхар-Пилах, Зильке
Зильке Краусхар-Пилах (нем. Silke Kraushaar-Pielach, 10 октября 1970, Зоннеберг, Германия) — титулованная немецкая саночница, выступавшая за сборную Германии с 1995 по 2008 год. Принимала участие в трёх зимних Олимпийских играх и выиграла три медали разного достоинства, золотую в Нагано (1998), бронзовую в Солт-Лейк-Сити (2002) и серебряную в Турине (2006) — всё в женских одиночных заездах.
Зильке Краусхар-Пилах является обладательницей десяти наград чемпионатов мира, четырежды она достигала первого места (одиночки: 2004; смешанные команды: 2000, 2001, 2007), четырежды второго (одиночки: 2000, 2001; смешанные команды: 1997, 1999) и трижды третьего (одиночки: 2007, 2008). Десять раз спортсменка получала подиум чемпионатов Европы, имеет в послужном списке семь золотых медалей (одиночки: 1998, 2004, 2006; смешанные команды: 1998, 2000, 2004, 2006) и три серебряные (одиночки: 2000, 2002, 2008).
Пять раз Краусхар выигрывала общий зачёт Кубка мира, в сезонах 1998—1999, 2000—2001, 2001—2002, 2005—2006 и 2006—2007. Последний в своей карьере заезд провела 16 февраля 2008 года, финишировав третьей в программе женского одиночного катания, точно так же, как на своём кубковом дебюте 30 ноября 1996 года.
С июля 2006 года замужем за немецким бизнесменом Михаэлем Пилахом. 24 января 2008 года выложила на аукцион eBay свои сани, с которыми выступала на протяжении всей карьеры, отметив при этом, что все вырученные от их продажи средства уйдут на поддержку молодых саночников. В итоге лот был выкуплен её саночным клубом в Оберхофе за 1160 евро. На данный момент Зильке Краусхар-Пилах работает управляющей в штате санно-бобслейной федерации Германии.